# André Bondroit
André Bondroit, né le 13 septembre 1943, est un homme politique belge, à tendance socialiste.

## Biographie
Très jeune, il milite au Parti Socialiste, il est ensuite président de la section du PS de Lobbes et assistant social au CPAS d’Anderlues. Il est élu conseiller communal à Lobbes en 1970, il en fut aussi le Premier échevin de 1971-1976. Fin des années septante, il œuvre dans le Cabinets du secrétaire d'État aux réformes institutionnelles et ministre de l'enseignement, Jacques Hoyaux. En 1985, il devient député dans l’arrondissement de Thuin; il siège alors à la Chambre et au Conseil régional wallon pendant deux ans.
Il exerca aussi d’autres fonction notamment au sein de l’Intercommunale IGRETEC, il devient Bourgmestre de Lobbes, en 2001. Après les élections communales, il doit entamer une longue procédure devant le Conseil d'État pour accéder à ce poste. Aux élections de 2006, il crée la liste Ensemble mais cette liste ne rencontre pas le succès escompté et perd les élections communales, le reléguant ainsi dans l'opposition. Il reste néanmoins actif au sein du conseil communal, ainsi qu’au comité fédéral du Parti socialiste. Il est aussi président du CPAS de Lobbes.
Par la suite, exclu de PS, il est alors apparenté cdh et se présente sur la liste du cdh pour les élections communales de 2018.

## Carrière politique

### Niveau local
- Conseiller régional au Parlement wallon de 1985 à 1987.
- Premier échevin de Lobbes de 1971 à 1976
- Bourgmestre de Lobbes de 2001 à 2006.
- Conseiller communal (depuis 1970) et chef du groupe au conseil communal depuis 2006.

### Niveau national
- Député de l'arrondissement de Thuin à la Chambre des représentants de 1985 à 1987.